# Jos van der Vleuten
Jozef van der Vleuten, detto Jos (Mierlo-Hout, 7 febbraio 1943 – 5 dicembre 2011), è stato un ciclista su strada e ciclocrossista olandese.
Professionista dal 1965 al 1973, partecipò a sei edizioni del Tour de France, quattro della Vuelta a España e tre Campionati del mondo su strada. Conta la vittoria di tre tappe e della classifica a punti alla Vuelta a España.

## Palmarès
- 1964 (dilettanti)

Ronde van het IJsselmeer
1ª tappa Ronde van het IJsselmeer
5ª tappa Olympia's Tour
7ª tappa Giro d'Austria
- 1967

14ª tappa Vuelta a España
- 1969

6ª tappa Parigi-Nizza
- 1970

Grote Prijs Stad Vilvoorde
19ª tappa Vuelta a España
5ª tappa Setmana Catalana
4ª tappa Grand Prix du Midi Libre
- 1972

7ª tappa Vuelta a España
Prologo Vuelta a Andalucía

### Altri successi
- 1965

Criterium di Leiden
Criterium di Ekeren
Criterium di Zuidland
Criterium di Zichem
Criterium di Simpelveld
Kermesse di Zandhoven
- 1966

Classifica a punti Vuelta a España
3ª tappa Tour de France (Cronosquadre)
Ronde van Made (Criterium)
Criterium di Amersfoort
Criterium di Krommenie
Criterium di Breendonk
Criterium di Mierlo-Hout
Kermesse di Stekene
Kermesse di Nijlen
Kermesse di Lommele
- 1967

Oud-Turnhout (Criterium)
Criterium di Herstal
Criterium di Elsloo
Criterium di Antwerpen
Rotheux-Rimière (Kermesse)
Kermesse di Antwerpen
- 1968

Lommel-Lutlommel (Kermesse)
- 1969

Mierlo-Hout (Criterium)
Kermesse di Brasschaat
Kermesse di Knokke
- 1970

Criterium di Helmond
Criterium di Rotterdam
- 1971

Criterium di Den Hoorn
Criterium di  Zevenaar
Criterium di Hoek van Holland
- 1972

Campionati olandesi, Cronometro a squadre
Lommel-Lutlommel (Kermesse)
- 1973

Criterium di Helmond

## Piazzamenti

### Grand Giri
- Tour de France

1966: 75º
1967: 67º
1970: 44º
1971: 30º
1972: 73º
- Vuelta a España

1966: 17º
1967: 50º
1970: 31º
1972: 32º

### Classiche monumento
- Milano-Sanremo

1965: 80º
1967: 41º
1968: 111º
1970: 85º
- Giro delle Fiandre

1966: 35º
1967: 80º
1971: 58º
- Parigi-Roubaix

1966: 43º
1967: 25º
1970: 28º
1972: 38º
- Liegi-Bastogne-Liegi

1970: 17º
1972: 31º

## Competizioni mondiali
- Campionati del mondo

Sallanches 1964 - In linea Dilettanti: 9º
Lasarte 1965 - In linea: 55º
Mendrisio 1971 - In linea: 24º